# James Trafford
James Harrington Trafford (ur. 10 października 2002 w Cockermouth) – angielski piłkarz, występujący na pozycji bramkarza w angielskim klubie Manchester City, którego jest wychowankiem oraz w reprezentacji Anglii do lat 21. 

## Sukcesy

### Manchester City
- Puchar Ligi Angielskiej: 2021

### Bolton Wanderers
- Football League Trophy: 2022/23

### Anglia U21
- Mistrzostwa Europy U-21 w piłce nożnej: 2023[1]